# Holt (Schleswig)
Pour les articles homonymes, voir Holt.
Holt est une municipalité allemande située dans le land du Schleswig-Holstein et dans l'arrondissement de Schleswig-Flensbourg. En 2015, sa population est de 184 habitants.